# Chenoa (Illinois)
Chenoa – miasto w Stanach Zjednoczonych, w stanie Illinois, w hrabstwie McLean.